# ويستلاند وابيتي
ويستلاند وابيتي (Westland Wapiti) كانت طائرة بريطانية عسكرية وأغراض عامة، ذات محرك واحد، وسطحين من الأجنحة وبمقعدين، تعود لعقد 1920. تم تصميمها وبناؤها من قبل ويستلاند للطائرات (Westland Aircraft Works) لتحل محل طائرة إيركو دي إتش 9 إيه في خدمة سلاح الجو الملكي.
التحليق لأول مرة كان في عام 1927، دخلت وابيتي الخدمة مع سلاح الجو الملكي البريطاني في عام 1928، وبقيت في الإنتاج حتى عام 1932، وتم بناء ما مجموعه 565 طائرة. قامت بتجهيز عشرين سربًا من اسراب سلاح الجو الملكي، سواء في الخارج (خاصة في الهند والعراق) أو في المملكة المتحدة، وبقيت في خدمة سلاح الجو الملكي البريطاني حتى عام 1940، واستخدمتها أيضًا القوات الجوية في أستراليا وكندا وجنوب إفريقيا والهند والسعودية. كما أنها شكلت الأساس لصنع طائرة ويستلاند والاس (Westland Wallace) الذي حل جزءًا من وابيتي في استخدام سلاح الجو الملكي البريطاني.
سميت «وابيتي» (wapiti)، على اسم إلكة وابيتي والمعروف أيضًا باسم الأيل، وهو أحد أكبر الأنواع من عائلة الغزلان وواحد من أكبر الثدييات البرية في أمريكا الشمالية وشرق آسيا.

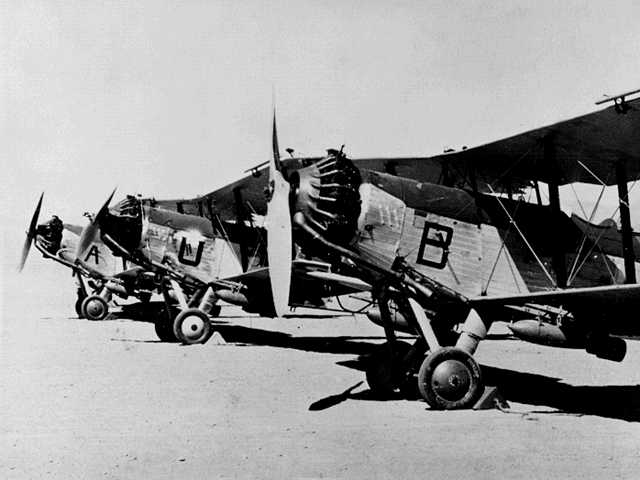

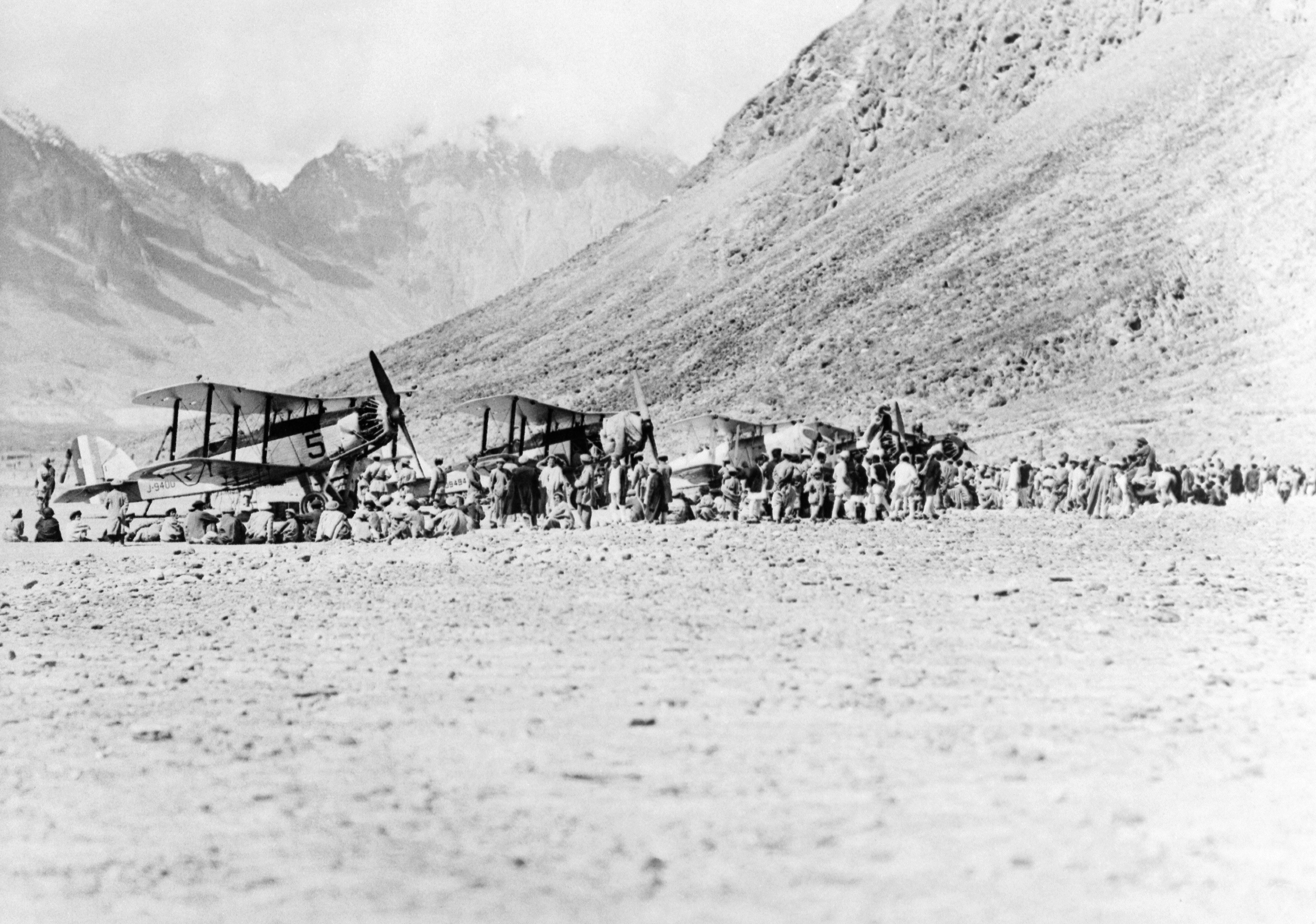
RAF طائرة وابيتي لسلاح الجو الملكي في غلغت، كشمير حوالي عام 1930

## المشغولون العسكريون
أستراليا
- القوات الجوية الملكية الأسترالية – 44 طائرة وابيتي كانت في الخدمة من 1929 حتى 1944.
  - No. 1 Squadron RAAF
  - No. 3 Squadron RAAF
  - No. 1 Flying Training School RAAF
  - Central Flying School RAAF

 كندا
- سلاح الجو الملكي الكندي
  - No. 3 Squadron RCAF
  - No. 10 Squadron RCAF
  - No. 100 Squadron RCAF

 الصين
- Chinese Nationalist Air Force

 السعودية
- قوة الطيران الحجازية النجدية

الهند
- القوات الجوية الهندية[2]
  - No. 1 Squadron, Indian Air Force
  - No. 2 Squadron, Indian Air Force
  - No. 7 Squadron, Indian Air Force
  - No. 1 Air Gunnery School (India)
  - No. 1 AACU
  - No. 2 AACU
  - No. 3 AACU
  - No.1 طيران الدفاع الساحلي, IAFVR
  - No.2 طيران الدفاع الساحلي, IAFVR
  - No.4 طيران الدفاع الساحلي, IAFVR (Later No. 104 (GR) Squadron, Indian Air Force [3])
  - No.5 طيران الدفاع الساحلي, IAFVR
  - No.6 طيران الدفاع الساحلي, IAFVR

 جنوب أفريقيا
- سلاح الجو الجنوب أفريقي

 المملكة المتحدة
- سلاح الجو الملكي

(في الهند)
- - No. 5 Squadron RAF من 1931 حتى 1940
  - No. 11 Squadron RAF من 1928 حتى 1932
  - No. 20 Squadron RAF من 1932 حتى 1935
  - No. 27 Squadron RAF من 1930 حتى 1940
  - No. 28 Squadron RAF من 1931 حتى 1936
  - No. 31 Squadron RAF من 1931 حتى 1939
  - No. 60 Squadron RAF من 1930 حتى 1939

(في العراق)
- - No. 30 Squadron RAF من 1929 حتى 1935
  - No. 39 Squadron RAF من 1929 حتى 1931
  - No. 55 Squadron RAF من 1930 حتى 1937
  - No. 84 Squadron RAF من 1928 حتى 1935

(في المملكة المتحدة)
- - No. 24 Squadron RAF من 1924 حتى 1930 في قاعدة نورثولت الجوية
  - No. 501 Squadron RAF من 1930 حتى 1933 في RAF Filton
  - No. 600 Squadron RAF من 1929 حتى 1935 في RAF Hendon
  - No. 601 Squadron RAF من 1929 حتى 1933 في RAF Hendon
  - No. 602 Squadron RAF من 1929 حتى 1934 في RAF Renfrew then مطار غلاسكو الدولي
  - No. 603 Squadron RAF من 1930 حتى 1934 في مطار إدنبرة
  - No. 604 Squadron RAF من 1930 حتى 1934 في RAF Hendon
  - No. 605 Squadron RAF من 1930 حتى 1934 في RAF Castle Bromwich
  - No. 607 Squadron RAF من 1932 حتى 1937 في RAF Usworth
  - No. 608 Squadron RAF من 1930 حتى 1937 في RAF Thornaby

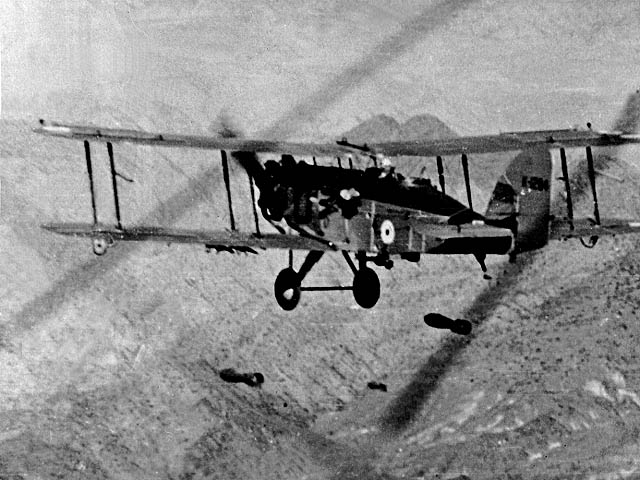

## المواصفات (Wapiti IIA)
البيانات من القاذفات البريطانية منذ 1914
الخصائص العامة
- طاقم: 2
- طول: 31 قدم 8 بوصة (9.65 م)
- باع الجناح: 46 قدم 5 بوصة (14.15 م)
- ارتفاع: 13 قدم (4.0 م)
- مساحة الجناح: 488 قدم2 (45.3 م2)
- الوزن فارغة: 3,810 رطل (1,728 كـغ)
- الوزن الإجمالي: 5,410 رطل (2,454 كـغ)
- محركات: 1 × بريستول جوبيتر 9-cylinder air-cooled radial piston engine, 420 حصان (310 كـو)
- مراوح: 2-ريشة fixed-pitch propeller

أداء
- السرعة القصوى: 129 ميل/س (208 كم/س؛ 112 عقدة)
- سرعة العبور: 110 ميل/س (96 عقدة؛ 177 كم/س) [5]
- مدى: 360 ميل (313 nmi؛ 579 كـم)
- سقف الخدمة: 18,800 قدم (5,730 م)
- معدل الصعود: 1,140 قدم/د (5.8 م/ث) [6]
- Time to altitude: 15 minutes to 10,000 قدم (3,000 م)
- الحمل على الجناح: 11.1 رطل/قدم2 (54 كـغ/م2)
- الطاقة / الكتلة: 0.0776 hp/lb (0.1276 kW/kg)

تسليح

- مدفع رشاش: One 0.303 inch forward firing Vickers gun and one سلاح لويس on Scarff ring on rear cockpit,
- القنابل: Up to 580 lb of bombs.

### قائمة المراجع
- Andrews، C.F. (1965). The Westland Wapiti. Leatherhead, Surrey, UK: Profile Publications Ltd.
- Jackson، A.J. (1960). British Civil Aircraft 1919–59 Vol 2. London: Putnam.
- James، Derek N. (1991). Westland Aircraft since 1915. London: Putnam. ISBN:0-85177-847-X.
- Jarrett، Philip (يوليو 1994). "Wapiti and Wallace:Part I". Aeroplane Monthly. London: IPC. ج. 22 رقم  7 Issue 255. ص. 58–63. ISSN:0143-7240.
- Jarrett، Philip (أغسطس 1994). "Wapiti and Wallace:Part 2". Aeroplane Monthly. London: IPC. ج. 22 رقم  8 Issue 256. ص. 18–22. ISSN:0143-7240.
- Mason, Francis K (1994). The British Bomber since 1914. London: Putnam Aeronautical Books. ISBN:0-85177-861-5.
- Thetford, Owen (1957). Aircraft of the Royal Aircraft 1918–57 (ط. 1st). London: Putnam.
- Thetford، Owen (سبتمبر 1994). "Wapiti and Wallace Service History:Part I". Aeroplane Monthly. London: IPC. ج. 22 رقم  9 Issue 257. ص. 16–22. ISSN:0143-7240.
- Thetford، Owen (أكتوبر 1994). "Wapiti and Wallace Service History:Part II". Aeroplane Monthly. London: IPC. ج. 22 رقم  10 Issue 258. ص. 32–39. ISSN:0143-7240.

## روابط خارجية
- Westland Wapiti – British Aircraft Directory
- Wapiti in Canadian service
- Westland Wapati – British Aircraft of World War II